# Ауд, Якобус Йоханнес
Якобус Йоханнес Питер Ауд (нидерл. Jacobus Johannes Pieter Oud; 9 февраля 1890, Пюрмеренд — 5 апреля 1963, Вассенар) — нидерландский архитектор и теоретик архитектуры, один из главных представителей функционализма в архитектуре.

## Биография
Учился на архитектурных факультетах университетов в Делфте и Амстердаме у Петруса Губерта Кийперса и у Теодора Фишера в Мюнхене. В 1914 году обосновывается в Лейдене, где знакомится с Тео ван Дусбургом.
В 1917—1921 годы Якобус Ауд — член группы «Стиль»(De Stijl), сотрудничает с ван Дусбургом, публикуя в его художественном журнале «De Stijl» статьи по современной архитектуре (в 1917—1920 годах).
С 1918 по 1933 год занимает должность городского архитектора Роттердама. Поселения нового строительства, кварталы для этого города и его окрестностей принесли Ауду международную известность и сделали одним из ведущих архитекторов так называемого «интернационального стиля».
В 1954 году Якобусу Ауду присваивается звание почётного доктора архитектуры при Делфтском техническом университете.

## Избранные строения
- Роттердам, квартал «Хок ван Голланд» 1924—1927 гг.
- Роттердам, ресторан «Де Уние» 1925 г.
- Роттердам, поселение «Кифхок» 1925-1929 гг.
- Амстердам, Национальный монумент на центральной площади Дам, 1949 г.
- Штутгарт, квартал «Вайсенхоф» 1927 г.
- Гаага, здание Конгрессов, 1956—1963 гг.